# Ellen Jansen
Ellen Jansen (Markelo, 6 ottobre 1992) è una calciatrice olandese, attaccante del Valencia e della nazionale olandese.

## Carriera

### Club
Ellen Jansen si appassiona al calcio fin dall'infanzia, convincendo i genitori ad iscriverla alla scuola calcio della società della propria cittadina di residenza, Markelo. Veste i colori bianconeri della società giocando nelle formazioni miste fino al 2008 quando, dopo una partita amichevole con la rappresentativa giovanile del Twente/Heracles nel 2007 viene notata dagli osservatori della squadra di Enschede che al termine del campionato le propongono di trasferirsi nel loro club. Per una stagione alterna l'attività nel Markelo vestendo contemporaneamente anche la maglia della formazione giovanile mista del Twente/Heracles decidendo per il definitivo passaggio di società nell'estate 2008.
Dalla stagione 2008-2009 viene inserita in rosa nella formazione esclusivamente femminile iscritta all'Eredivisie, massimo livello del campionato nazionale di categoria, contribuendo a conquistare il 5 posto al primo campionato, il 4 in quello successivo fino alla prima posizione nella stagione 2010-2011 che laurea lei e la squadra campione dei Paesi Bassi. Con l'istituzione della BeNe League, il Twente si iscrive al campionato congiunto tra Belgio e Paesi Bassi e Jansen condivide il successo nel torneo al termine delle stagioni 2012-2013 e 2013-2014. Grazie a questi risultati ha l'occasione di rappresentare i Paesi Bassi con la sua squadra alla UEFA Women's Champions League, dove fa il suo debutto l'8 agosto 2013, nella partita vinta per 6-0 sulle maltesi del Birkirkara e valida per la fase di qualificazione alla stagione 2013-2014.

## Palmarès

### Club
- Campionato olandese: 4

Twente: 2010-2011, 2012-2013, 2013-2014, 2015-2016
- BeNe League: 2

Twente: 2012-2013, 2013-2014

### Nazionale
- Algarve Cup: 1

2018 (a pari merito con la Svezia)